# Bukkake
Bukkake (japonsky ぶっかけ) je skupinová sexuální praktika, při níž několik mužů masturbuje a ejakuluje na tělo ženy (případně muže), většinou na obličej a ústa, kde se semeno ponechá, zatímco další muži akt opakují. V klasickém případě nedochází ke styku mezi tělem muže a ženy.
Jako „obrácené bukkake“ (anglicky reverse bukkake) se označuje praktika, kdy několik žen ejakuluje nebo močí na tělo jednoho muže (případně ženy).

## Historie
Teorie o historickém původu bukkake se liší, ale jedna z nich je, že jeho popularitu způsobily japonské společnosti vyrábějící pornografické filmy v první polovině 70. let 20. století. Předpokládá se, že důležitou roli hrála předepsaná cenzura při zobrazování genitálií. (Musely být překryty pixelovou mozaikou.) Režiséři kvůli tomu nemohli zobrazovat detail soulože a potřebovali nový, vizuálně přitažlivý způsob zobrazení sexu, který uspokojí publikum a neporuší japonské právo. Semeno nemuselo být cenzurováno, což bylo využito jako zadní vrátka k zobrazení tvrdších sexuálních scén.
Pojem „Bukkake“ pak rozšířil ve Spojených státech Howard Stern, když v rozhlasové talk show jmenoval webovou stránku Bukkake.com. Když rozhlasoví manažeři začali toto slovo cenzurovat, vznikla kontroverze o jeho významu, což logicky vedlo k většímu zájmu. Termínem do jisté míry nahrazující slovo bukkake se v americkém prostředí stala zkratka COHF („cum on her face“), který označuje pornografický žánr, na kterém je znázorněna primárně žena v závěrečné části skupinového sexuálního aktu, jejíž tvář je pokryta semenem většího množství mužů.